# James Angulo
Pour les articles homonymes, voir Angulo.
James Angulo est un footballeur colombien né le 20 janvier 1974.